# Esperantina (kommun i Brasilien, Tocantins)
Esperantina är en kommun i Brasilien.   Den ligger i delstaten Tocantins, i den centrala delen av landet, 1 200 km norr om huvudstaden Brasília. Antalet invånare är 9 476.
Omgivningarna runt Esperantina är huvudsakligen savann. Runt Esperantina är det glesbefolkat, med 15 invånare per kvadratkilometer.